# Billy Sanders
Billy Sanders, właśc. William Robert Sanders (ur. 9 września 1955 w Sydney, zm. 23 kwietnia 1985 w Ipswich) – australijski żużlowiec.

## Życiorys

### Kariera sportowa
Pięciokrotny finalista IMŚ na żużlu (zdobył 2 medale: srebro – 1983 i brąz – 1980), Drużynowy Mistrz Świata (1976), Wicemistrz Świata Par (1983), sześciokrotny Indywidualny Mistrz Australii (1978, 1980, 1981, 1982, 1983, 1985).

### Śmierć
W 1985 r. popełnił samobójstwo, trując się spalinami samochodowymi we własnym garażu.

## Przynależność klubowa
Wielka Brytania
- Ipswich Witches (1972–1980)
- Birmingham Brumies (1979)
- Hull Vikings (1981)
- King’s Lynn Stars (1982)
- Ipswich Witches (1983–1984)

## Osiągnięcia
Indywidualne Mistrzostwa Świata
- 1977 –  Göteborg – 9. miejsce – 6 pkt → wyniki
- 1979 –  Chorzów – 5. miejsce – 11+1 pkt → wyniki
- 1980 –  Göteborg – 3. miejsce – 12+2 pkt → wyniki
- 1983 –  Norden – 2. miejsce – 12 pkt → wyniki
- 1984 –  Göteborg – 11. miejsce – 5 pkt → wyniki